# Jet (banda australiana)
Jet es una banda de rock alternativo australiana formada en Melbourne en 2001. Está actualmente integrada por Nic Cester (voz y guitarra rítmica), Chris Cester (batería y coros), Cameron Muncey (guitarra principal y coros) y Mark Wilson (bajo y coros). Recibe influencias de otras bandas como The Rolling Stones, Queen, AC/DC, The Beatles, Sweet, Oasis, The Who, The Kinks, The Knack, The Easybeats y The Faces.

## Historia
En Melbourne, Australia, los hermanos Nic y Chris Cester decidieron formar una banda con Cameron Muncey y Mark Wilson en el 2001, mientras trabajaban en las vacaciones, tomando como influencia a bandas como AC/DC, Queen, The Beatles, Oasis, The Rolling Stones, The Who, The Easybeats, The Faces, Sex Pistols, The Kinks y T. Rex. Se bautizan como Jet por la canción de Paul McCartney del álbum Band on the Run.
En el año 2002, la banda lanza su primer EP independiente, llamado Dirty Sweet, que fue grabado en la casa de uno de los miembros de la banda. La maqueta fue todo un éxito y el sello Elektra ofreció un contrato a la banda. 
El contrato con el sello permite a Jet grabar su primer disco, llamado Get Born, un gran homenaje al rock clásico que contó con la participación del famoso teclista Billy Preston, famoso por grabar a fines de los años 60 con The Beatles y posteriormente con Eric Clapton y Rolling Stones. Este disco fue producido por Dave Sardy en los legendarios estudios Sunset Sound en Los Ángeles, California. La reedición de este disco es publicada el 12 de abril de 2004 junto a un DVD con 5 temas en directo grabados en la sala Astoria de Londres.
El segundo álbum de la banda, titulado Shine On, fue lanzado en octubre de 2006 y grabado en Los Ángeles bajo la producción de Dave Sardy, quien antes había colaborado en la producción del primer disco de la banda.
Jet empleó gran parte del 2005 y del 2006 en este álbum, en estudios de Melbourne y Massachusetts. El proceso de grabación culminó en 2006 en los estudios Hillside Manor de Dave Sardy. El grupo grabó 20 canciones para este álbum, pero 5 fueron descartadas. El álbum Shine On se lo dedicaron a su padre el cual falleció antes de que se grabara. El tercer álbum de la banda y último hasta ahora es Shaka Rock, que lanzaron junto con EMI Music el 25 de agosto de 2009, con un total de 12 canciones, de las cuales se desprende el primer sencillo del álbum "Black Hearts (On Fire)". En este álbum siguen manteniendo su estilo hard rock y de rock clásico.
Su canción "Rip It Up" fue la canción oficial del PPV SUMMER SLAM 2010, evento de la empresa estadounidense de lucha libre WWE. Además, su canción "Are You Gonna Be My Girl" salió en episodios de la serie televisiva Zoey 101, de Nickelodeon.

## Regreso a los escenarios
Después de cuatro años (desde la ruptura en 2012), actualmente la banda se encuentra planeando futuras presentaciones en vivo en varios países y lugares del mundo, así como una posible gira.

## Discografía

### Álbumes de estudio
| 2003                                                                    | Get Born - Fecha de lanzamiento: 7 de octubre de 2003 - Discográfica: Elektra Records  | 1 | 51 | 101 | 14 | 68 | 17 | —  | 85 | 14 | 26 | - AUS: 8× Platino - UK: Platino - USA: Platino |
| 2006                                                                    | Shine On - Fecha de lanzamiento: 1 de octubre de 2006 - Discográfica: Atlantic Records | 3 | 34 | 140 | —  | —  | 35 | 76 | 30 | 13 | 16 | - AUS: Platino - UK: Oro                       |
| 2009                                                                    | Shaka Rock - Fecha de lanzamiento: 21 de agosto de 2009 - Discográfica: EMI Records    | 5 | 38 | 135 | —  | —  | 22 | —  | 15 | 53 | 27 | - AUS: Oro                                     |
| "—" denota que no entró en los charts o que no fue lanzado en ese país. |                                                                                        |   |    |     |    |    |    |    |    |    |    |                                                |

### Compilaciones
| Año  | Detalles del álbum                                                                     |
| ---- | -------------------------------------------------------------------------------------- |
| 2004 | Rare Tracks - Fecha de lanzamiento: 9 de marzo de 2004 - Discográfica: Elektra Records |

### EP
| Año  | Detalles del álbum                                                                        | Posiciones |
| Año  | Detalles del álbum                                                                        | RU         |
| ---- | ----------------------------------------------------------------------------------------- | ---------- |
| 2003 | Dirty Sweet - Fecha de lanzamiento: 6 de mayo de 2003 - Discográfica: Elektra Records     | 131        |
| 2006 | Shine On - Fecha de lanzamiento: 12 de diciembre de 2006 - Discográfica: Atlantic Records | 13         |

### Sencillos
| 2003                                                                    | "Are You Gonna Be My Girl"                    | 20 | 23  | 29 | 3  | 7  | —  | - AUS: Oro - USA: Oro | Get Born           |
| 2003                                                                    | "Rollover DJ"                                 | 31 | 34  | —  | 14 | 14 | —  |                       | Get Born           |
| 2004                                                                    | "Look What You've Done"                       | 12 | 28  | 37 | 3  | 33 | —  | - USA: Oro            | Get Born           |
| 2004                                                                    | "Are You Gonna Be My Girl" (relanzado)        | —  | 16  | —  | —  | —  | —  |                       | Get Born           |
| 2004                                                                    | "Cold Hard Bitch"                             | 33 | 34  | 55 | 1  | 1  | —  |                       | Get Born           |
| 2004                                                                    | "Get Me Outta Here" (sencillo en Reino Unido) | —  | 37  | —  | —  | —  | —  |                       | Get Born           |
| 2006                                                                    | "Put Your Money Where Your Mouth Is"          | 14 | 23  | 61 | 7  | 14 | 57 |                       | Shine On           |
| 2006                                                                    | "Bring It on Back"                            | —  | 51  | —  | —  | —  | —  |                       | Shine On           |
| 2006                                                                    | "Rip It Up"                                   | 49 | —   | —  | —  | —  | —  |                       | Shine On           |
| 2007                                                                    | "Shine On"                                    | 54 | 114 | —  | 30 | —  | —  |                       | Shine On           |
| 2007                                                                    | "Stand Up"                                    | —  | —   | —  | —  | 22 | —  |                       | Shine On           |
| 2008                                                                    | "The Wild One" (con Iggy Pop)                 | 66 | —   | —  | —  | —  | —  |                       | Sencillo sin álbum |
| 2009                                                                    | "She's a Genius"                              | 20 | 124 | —  | 18 | 18 | 59 | - AUS: Oro            | Shaka Rock         |
| 2009                                                                    | "Black Hearts (On Fire)"                      | —  | —   | —  | —  | 32 | —  |                       | Shaka Rock         |
| 2010                                                                    | "Seventeen"                                   | 31 | —   | —  | —  | —  | —  | - AUS: Oro            | Shaka Rock         |
| "—" denota que no entró en los charts o que no fue lanzado en ese país. |                                               |    |     |    |    |    |    |                       |                    |

## DVD
| Año  | Detalles del álbum                                                                                  |
| ---- | --------------------------------------------------------------------------------------------------- |
| 2004 | Right! Right! Right! - Fecha de lanzamiento: 1 de noviembre de 2004 - Discográfica: Elektra Records |
| 2004 | Family Style - Fecha de lanzamiento: 23 de noviembre de 2004 - Discográfica: Elektra                |